# Renata Tokarz
Renata Tokarz (ur. 14 marca 1970) – polska lekkoatletka, specjalizująca się w pchnięciu kulą i rzucie dyskiem, medalistka mistrzostw Polski.

## Kariera sportowa
Była zawodniczką AZS-AWF Kraków.
Na mistrzostwach Polski seniorek na otwartym stadionie zdobyła dwa medale: srebrny w rzucie dyskiem w 1995 i brązowy w pchnięciu kulą w 1996. W halowych mistrzostwach Polski seniorek zdobyła trzy medale w pchnięciu kulą: srebrny w 1995, brązowe w 1993 i 1994.
Jest pracownikiem Zakładu Lekkiej Atletyki Instytutu Nauk o Sporcie Wydziału Wychowania Fizycznego i Sportu Akademii Wychowania Fizycznego im. Bronisława Czecha w Krakowie, w 2006 obroniła pracę doktorską Klasa w szkole mistrzostwa sportowego w świetle badań socjopedagogicznych - implikacje praktyczne napisaną pod kierunkiem Wacława Srokosza
Rekord życiowy w pchnięciu kulą: 15,99 (23.08.1992), w rzucie dyskiem: 55,06 (12.09.1998).